# Crosnierius
Crosnierius is een geslacht van kreeftachtigen uit de klasse van de Malacostraca (hogere kreeftachtigen).

## Soorten
- Crosnierius carinatus Serène & Vadon, 1981
- Crosnierius gracilipes Ng & Chen, 2005